# 제주국제관악제
제주국제관악제(濟州國際管樂祭, 영어: Jeju International Wind Ensemble Festival JIWEF)는 대한민국 제주특별자치도 제주시에서 매년 8월마다 열리는 음악 축제이다. 1995년에 격년제로 시작되었으나, 제2회 이후부터는 매년 열리게 되었고, 홀수와 짝수 해에 각각 특징을 달리하여 열린다. 홀수해에는 대중적 호응이 높고 축제성이 강한 콘서트밴드축제, 짝수해에는 전문성에 초점을 맞춘 앙상블축제가 열린다.  1998년에는 일본, 대만, 독일, 한국에서 참가한 소규모 전문 앙상블축제를 마련했다. 2000년에는 앙상블축제와 국제관악경연대회를 개최하였으며 2009년 4월에는 유네스코 산하기구인 국제음악콩쿠르세계연맹에 가입되었다. 개막공연부터 라이징스타콘서트, 전문앙상블 공연, 관악단 공연, 경축음악회, 박물관&갤러리 관악제 등의 공연을 한다.